# Islén Carbonell
Islén Carbonell Veranes (7 dicembre 1987) è un'ex cestista cubana.

## Carriera
Con Cuba ha disputato i Campionati americani del 2011.